# René Vermandel
René Vermandel, né le 23 mars 1893 à Zelzate et mort le 20 avril 1958 à Anderlecht, est un coureur cycliste belge. Il fut professionnel de 1920 à 1931. Il a notamment remporté deux titres de champion de Belgique sur route ainsi que les classiques Liège-Bastogne-Liège en 1923 et 1924 et le Tour des Flandres 1921.

## Palmarès
- 1913
  - Bruxelles-Esneux
  - 2e étape du Tour de Belgique indépendants
  - 3e du Tour de Belgique indépendants
- 1914
  - 2e du championnat de Belgique sur route indépendants
- 1919
  - Champion de Belgique sur route indépendants
  - Bruxelles-Liège
  - 2e étape du Circuit du Sud-Ouest
  - Bruxelles-Hoboken
  - 2e du GP Faber
- 1920
  - 3e et 4e étapes du Tour de Belgique
  - 3e de Paris-Bruxelles
  - 3e du championnat de Belgique sur route
  - 8e de Paris-Tours
- 1921
  -  Champion de Belgique de cyclo-cross
  - Tour des Flandres
  - Tour de Belgique :
    - Classement général
    - 3e étape

  - Grand Prix de l'Escaut
  - 1re étape de Paris-Dijon
  - Coupe Sels
  - Trois villes sœurs
  - 2e du championnat de Belgique sur route
  - 2e du Critérium des As
  - 4e de Paris-Roubaix
- 1922
  -  Champion de Belgique sur route
  - Circuit Jemeppien
  - Jemeppe-Marche-Jemeppe
  - Tour de Belgique :
    - Classement général
    - 1re, 2e, 3e et 5e étapes

  - Critérium du Midi :
    - Classement général
    - 1re, 2e et 3e étapes

  - 1re étape de Paris-Saint-Étienne
  - Critérium des As
  - 2e du Tour de Flandre Occidentale
  - 3e de Paris-Bruxelles
- 1923
  - 4e étape du Tour de Belgique
  - Liège-Bastogne-Liège
  - Circuit de Paris
  - Coupe Sels
  - Circuit de Champagne :
    - Classement général
    - 1re et 2e étapes

  - 2e de Paris-Roubaix
  - 3e du championnat de Belgique sur route
- 1924
  -  Champion de Belgique sur route
  - 1re et 5e étapes du Tour de Belgique
  - Grand Prix de l'Escaut
  - 3e étape du Critérium du Midi
  - Liège-Bastogne-Liège
  - 2e du Tour des Flandres
  - 3e de la Coupe Sels
  - 3e du Circuit de Paris
- 1925
  - Critérium du Midi :
    - Classement général
    - 1re étape

  - 3e de la Coupe Sels
  - 7e de Paris-Roubaix
- 1926
  - Tour de Leipzig
  - Grand Prix d'Allemagne
  - 2e de la Coupe Sels
- 1927
  - Six Jours de Bruxelles (avec Pierre Rielens)
  - Tour du Harz
- 1928
  - 3e étape du Tour de Belgique
  - 3e du Tour de Belgique
  - 3e du Circuit des régions flamandes